# Shukra
Shukra (sanskrit IAST : śukra) est la divinité hindoue régente de la planète Vénus et le fils du rishi Bhrigu. Il fait partie des neuf graha.